# 종로경찰서 폭탄투척 사건
종로경찰서 폭탄투척 사건은 1923년 1월 12일 의열단원 김상옥이 종로경찰서에 폭탄을 투척한 사건이다.
김상옥은 폭탄과 권총을 지닌 채 잠입하여 밤 8시 10분경 종로경찰서에 폭탄을 던졌다. 폭탄은 서쪽 경무계 사무실에서 터졌지만, 퇴근 시간 후에 벌어진 일이라 경찰 측 인명 피해는 없었다. 그 대신, 때마침 부근을 지나가던 매일신보 사원 5명과 민간인 7명이 파편에 맞아 중경상을 입었다. 그 후 삼판동으로 몸을 숨겼으나 일본 경찰의 추격을 받아 형사부장 마에무라[前村]와 경감 우메다[梅田]를 저격한 뒤 어의동으로 달아나 몸을 숨겼다.
1월 22일, 위치가 발각되어 일본 경찰에 포위당해 3시간 동안 총격전을 벌인 끝에 권총으로 자결했다.
학계에서는 폭탄투척의 실행자가 김상옥이라는 설이 정설이지만, 오래 준비해 온 사이토 마코토 총독 암살을 앞두고 일어난 일이라는 점, 자결했기 때문에 당사자의 진술이 없다는 점, 폭탄투척 당시에 목격자가 없다는 점 등을 근거로 다른 조직의 소행이라는 이설(異說)이 있다.
이 사건으로 김상옥은 1962년 건국훈장 대통령장에 추서되었다.

## 같이 보기
- 영천경찰서 폭탄 투척 미수 사건